# Lăng kính Glan–Foucault

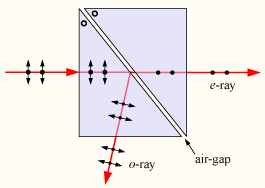
Một lăng kính Glan–Foucault làm chệch hướng ánh sáng phân cực p-, truyền thành phần phân cực s-. Trục quang học của vật liệu lăng kính vuông góc với mặt phẳng của sơ đồ.

Lăng kính Glan–Foucault (còn gọi là lăng kính Glan–air) là một loại lăng kính được sử dụng để phân cực. Nó có cấu tạo tương tự như lăng kính Glanifer Thompson, ngoại trừ hai lăng kính canxit vuông góc được đặt cách nhau bởi một khe hở không khí thay vì được gắn với nhau. Phản xạ toàn phần của ánh sáng phân cực p - ở khe hở không khí đồng nghĩa với việc chỉ có ánh sáng phân cực s được truyền thẳng qua lăng kính.

## Thiết kế
So sánh với lăng kính Glan–Thompson, lăng kính Glan–Foucault có góc thu nhận hẹp hơn so với khả năng hoạt động của nó, nhưng vì nó sử dụng khe hở không khí thay vì xi măng, nên có thể sử dụng các bức xạ cao hơn mà không bị hư hại. Do đó lăng kính có thể được sử dụng với chùm tia laser. Lăng kính cũng ngắn hơn (đối với khẩu độ khả dụng) so với thiết kế của Glan–Thompson và góc lệch của chùm tia đi ra có thể đạt gần 90°, đôi khi rất hữu ích. Các lăng kính Glan–Foucault thường không được sử dụng làm bộ tách chùm phân cực vì trong khi chùm truyền được phân cực hoàn toàn, thì chùm phản xạ lại không.

## Phân cực
Lăng kính Glan–Taylor cũng tương tự, ngoại trừ trục tinh thể và hướng phân cực truyền đi là trực giao với thiết kế Glan–Foucault. Điều này mang lại sự truyền cao hơn và sự phân cực tốt hơn của ánh sáng phản xạ. Các lăng kính Canxit Glan–Foucault hiện nay hiếm khi được sử dụng, hầu hết được thay thế bằng các phân cực Glan–Taylor và các thiết kế gần đây khác.
Các lăng kính Yttrium orthovanadate (YVO4) dựa trên thiết kế Glan–Foucault có độ phân cực vượt trội với chùm tia phản xạ và ngưỡng thiệt hại cao hơn, so với lăng kính Canxit Glanifer Foucault và lăng kính Glan–Taylor. Lăng kính dù YVO4 đắt hơn, tuy nhiên, có thể thu nhận các chùm tia sáng trên một phạm vi góc tới rất giới hạn.